# Гаврилюк Ілько Іванович
Ілько Іванович Гаврилюк (нар. 1888, с. Опарипси, Російська імперія — після 1960, Румунія) — український громадсько-політичний діяч, просвітянин, редактор, письменник. Провідник бесарабських українців у 1920—1930-х роках.
Голова «Української хати» (1914), редактор журналу «Основа» (Одеса, 1915), член Організаційного комітету з формування українського національного війська (9.03.1917), член Одеської української військової ради, співредактор газети «Українське слово» (Одеса), засновник і редактор газети «Життя» (Бухарест, 1941—1942); звання — поручник російської армії.

## Біографічні відомості
На початку XX ст. — активіст українських громадських організацій Півдня України — «Просвіта», «Український клуб» та «Українська хата». У грудні 1917 р. обраний делегатом Всеросійських установчих зборів. «Член всіх військових організацій з перших днів революції», член Товариства ім. П. Полуботка та Української народної партії.
Член УНП Нестор Король зазначав: 
| “Глибока конспірація і досвідчене керівництво УНП дали свої наслідки. Всі чільніші її члени зразу ж після мобілізації в перші дні війни дістались на досить значні становища у військових установах. Міхновський зайняв місце начальника юридичної групи в Київській військовій окрузі. В. Павелко – колишній учитель гімназії – в мобілізаційнім відділі тієї ж округи, Гаврилюк – начальником штабу запасного полку у Києві, доктор Іван Митрофанович Луценко був залишений в Одесі, а не відправлений на фронт і т. д.”. |
Делегат (і член президії) 2-го Всеукраїнського військового з'їзду. Учасник оборони Києва від більшовиків, був легко поранений (01.1918). Учасник антигетьманського повстання.
Емігрував до Румунії, де брав активну участь у громадському житті, зокрема входив до проводу різних українських організацій.
1930 року у збірнику, присвяченому С. Петлюрі, опублікував спогад про 2-й Всеукраїнський військовий з'їзд, однак без згадки про свій виступ. Депутат Румунського парламенту. Діяв на Аккерманщині. На початку 1930-х обраний до Румунського парламенту від Бессарабії. У 1939—1940 рр. разом з іншими депутатами-українцями вів переговори з румунським урядом щодо забезпечення прав на освіту рідною мовою місцевого українського населення.
Румунська влада дивилася на Гаврилюка неприхильно і, за спогадами Ольги Порохівської-Андрич — доньки Гната Порохівського, видатного українця в румунській еміграції, — проти Гаврилюка зробили інсценування та заслали його у сухий район Береган, на півдні Румунії. За іншою інформацію, Гаврилюк був у засланні у 1942—1943 роках в Ґалацькому повіті.
1960 року востаннє з Гаврилюком бачилася Ольга Порохівська-Андрич. Відомо, що останні роки життя Ілька Гаврилюка були тяжкими, бо йому призначили малу пенсію. Дата й місце смерті невідомі.

## Творчість
Написав повість «Наболілі душі» (1923), драму «Молоді парості», збірки оповідань «Контрасти», «Малюнок життя» (обидві — Одеса, 1918), п'єсу «До нового життя», «Сліпий» та ін. (ставилися аматорською трупою при «Українській хаті»).
Автор спогадів «З часів боротьби» (Каліш, 1931), «Незабутній. Пам'яті Івана Липи» (Каліш, 1926), «Четвертий універсал» («ЛНВ», 1928, ч. 1), «Велетень духа» (1928, історичний нарис про С. Петлюру), «Тернистим шляхом» (спомини з Визвольних змагань) (Чернівці, 1929), а також «З величнього минулого» («За Державність», Каліш, 1929, вип. 1); «Другий військовий з'їзд» («Збірник пам'яти Симона Петлюри», Прага, 1930), «Влада темного» (Чернівці, 1933), «З днів лихоліття. На емігрантські мотиви» (12 етюдів з передмовою М. Ковалевського, Бухарест, 1940). Публікувався в чернівецьких часописах «Промінь» та «Рідний Край».
Окремі праці:
- Другий військовий з'їзд // Збірник пам'яти С. Петлюри (1879—1926). — Прага, 1930. — С. 203—210.

- Влада темного: Новели [Архівовано 3 жовтня 2018 у Wayback Machine.]. — Чернівці: Власним накладом, 1933. — 126 с.
- З днів лихоліття: На емігрантські мотиви [Архівовано 24 жовтня 2021 у Wayback Machine.] / Передм. М. Ковалевського. — Букарешт: Життя, 1940. — 52 с.
- Творчості Іллі Гаврилюка присвячена "Літературна сторінка" на шпальтах "Дніпропетровської газети" 26 жовтня 1941. Тут вміщено статтю І. Бутенка "Творчість Іллі Гаврилюка" і новелу Ілька Гаврилюка "Квітень".

## Пам'ять
- З 2024 року на честь Ілька Гаврилюка названі вулиця та провулок у Білгороді-Дністровському (колишні вул. та пров. Володимира Короленка) та в Шабо (колишні вул. та пров. Першотравневі)[3].